# Xuân Hải, Sông Cầu
Xuân Hải là một xã thuộc thị xã Sông Cầu, tỉnh Phú Yên, Việt Nam.

## Địa lý
Xã Xuân Hải nằm ở ven biển phía bắc thị xã Sông Cầu, có vị trí địa lý:
- Phía đông giáp Biển Đông
- Phía tây giáp Xuân Lộc với ranh giới là đầm Cù Mông
- Phía nam giáp xã Xuân Bình và xã Xuân Cảnh
- Phía bắc giáp tỉnh Bình Định.

Xã Xuân Hải có diện tích 29,21 km², dân số năm 2023 là 12.533 người, mật độ dân số đạt 429 người/km².
Trên địa bàn xã có khu công nghiệp Đông Bắc Sông Cầu.

## Hành chính
Xã Xuân Hải được chia thành 5 thôn: 1, 2, 3, 4, 5.

## Lịch sử
Dưới thời Việt Nam Cộng hòa, xã Xuân Thịnh thuộc quận Sông Cầu, tỉnh Phú Yên.
Sau năm 1975, thành lập huyện Đồng Xuân trên cơ sở quận Sông Cầu và quận Đồng Xuân. Xã Xuân Thịnh thuộc huyện Đồng Xuân.
Ngày 30 tháng 9 năm 1981, Hội đồng Bộ trưởng ban hành Quyết định số 100-HĐBT về việc thành lập xã Xuân Phương thuộc huyện Đồng Xuân trên cơ sở tách một phần diện tích và dân số của xã Xuân Lộc.
Ngày 27 tháng 6 năm 1985, Hội đồng Bộ trưởng ban hành Quyết định số 189-HĐBT về việc thành lập huyện Sông Cầu thuộc tỉnh Phú Khánh trên cơ sở một phần của huyện Đồng Xuân. Xã Xuân Hải thuộc huyện Sông Cầu.
Ngày 27 tháng 8 năm 2009, Chính phủ ban hành Nghị quyết số 42/NQ-CP về việc thành lập thành thị xã Sông Cầu thuộc tỉnh Phú Yên trên cơ sở toàn bộ huyện Sông Cầu. Xã Xuân Hải trực thuộc thị xã Sông Cầu.